# Troleibuzele din Mediaș

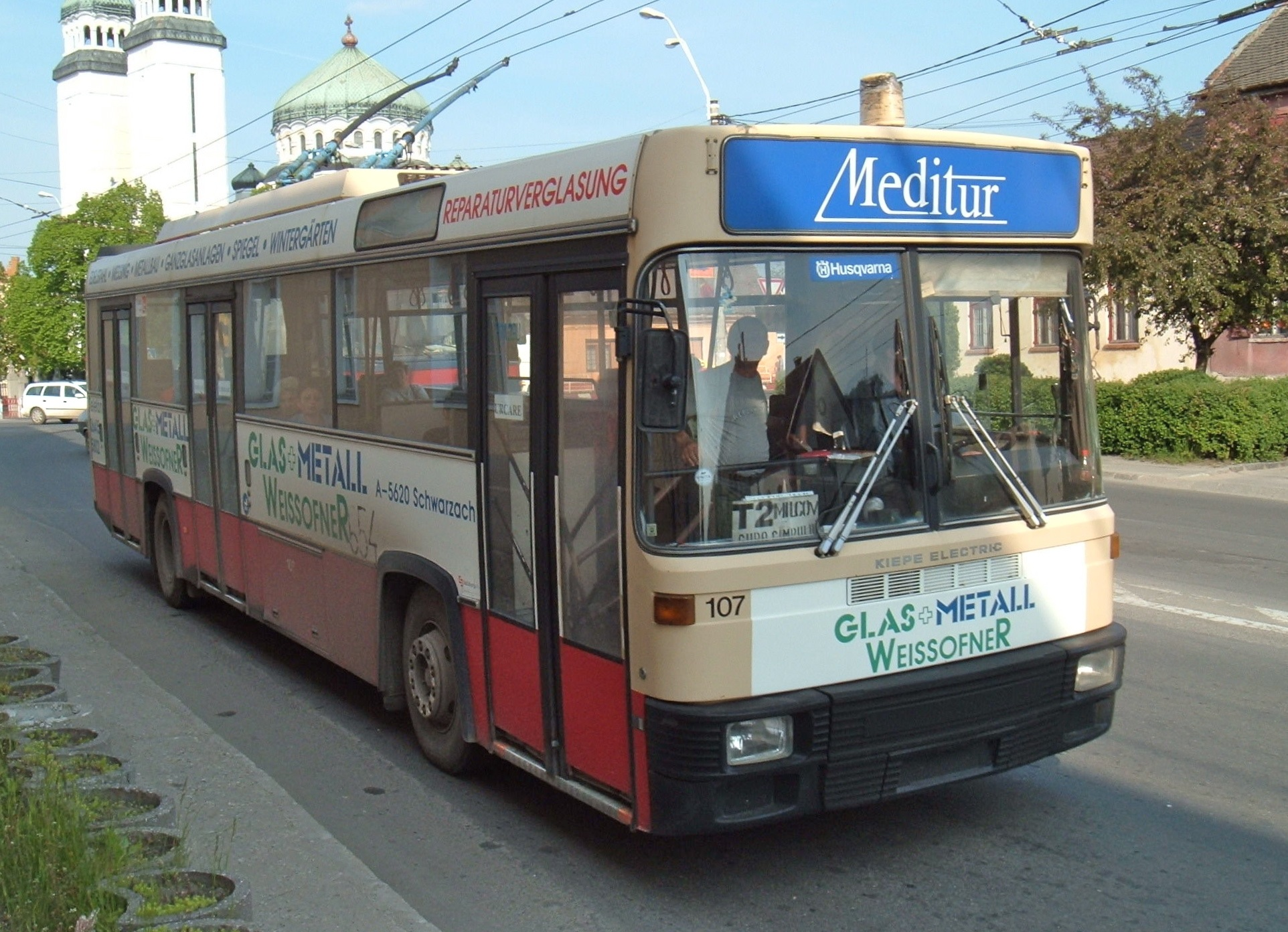
Troleibuz Steyr

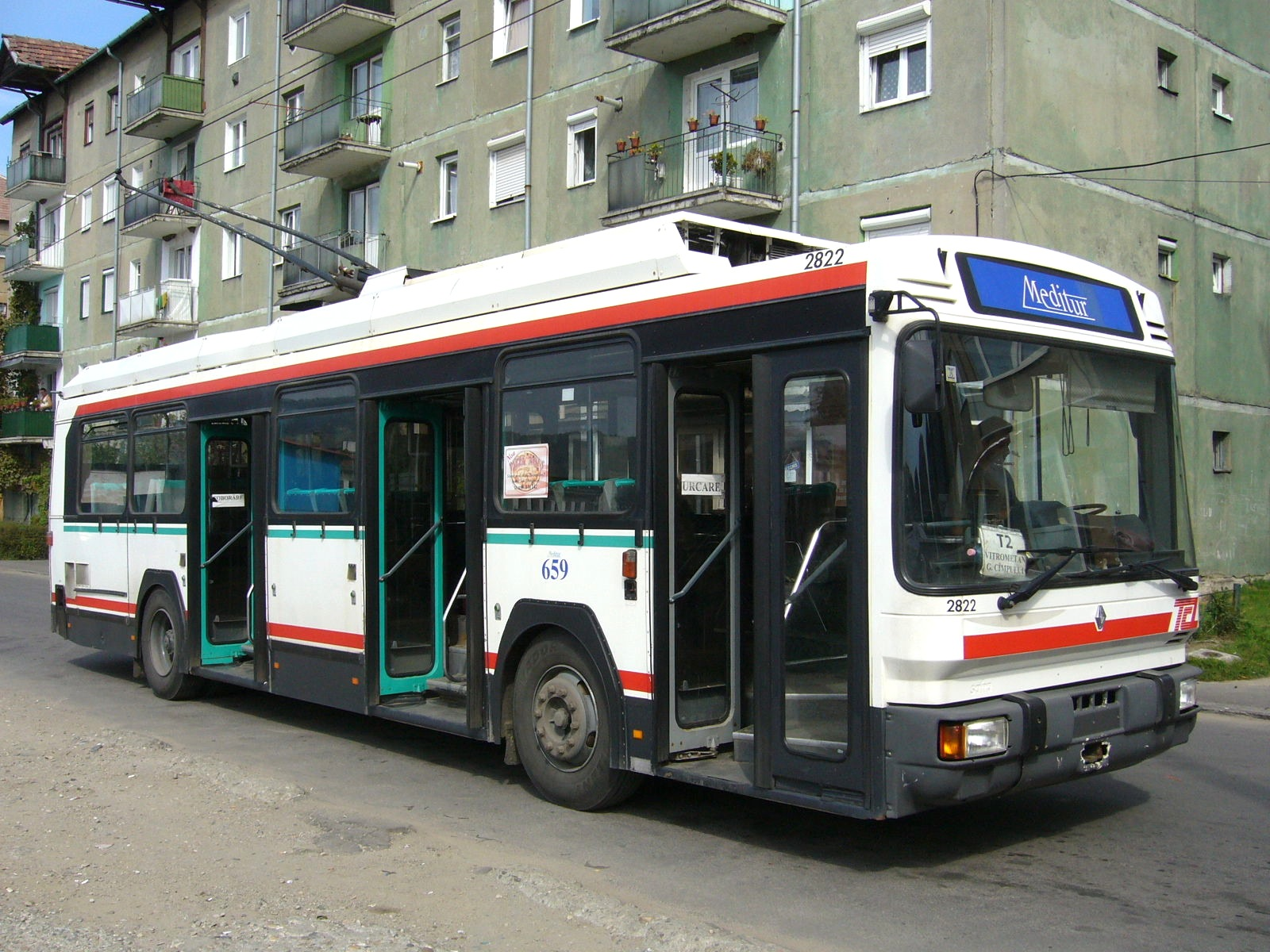
Troleibuz Renault ER100.2 pe linia T2

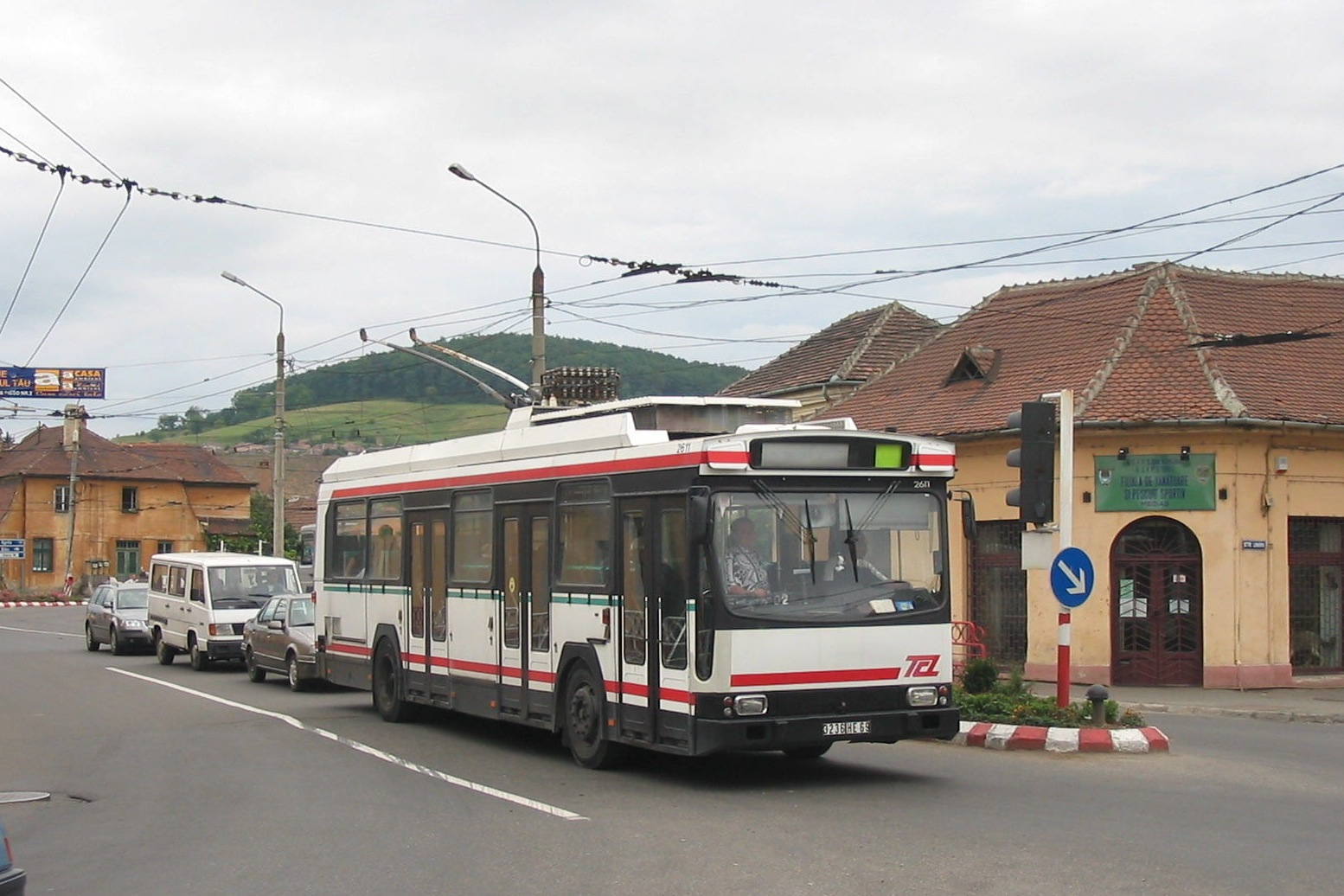
Troleibuz Berliet ER100 pe Strada Iancu, august 2004

Rețeaua de troleibuz din Mediaș asigură transportul electric din oraș. Rețeaua a fost inaugurată în 23 august 1989. 

## Linii
În Mediaș există trei linii de troleibuz:
- T1: Gura Cîmpului - Automecanică
- T2: Gura Cîmpului - Milcov
- T3: Milcov - Automecanică

## Flotă
Flota actuală este formată din 14 troleibuze în serviciu pe toate cele trei linii.
- Renault ER100 − 7 troleibuze, cumpărate second-hand în 2005 din Lyon
- Gräf & Stift GE105/54/57A − 4 troleibuze, cumpărate second-hand în 1999 din Kapfenberg
- Gräf & Stift OE112 M11 − 2 troleibuze, cumpărate second-hand în anul 2002 din Salzburg
- NAW/Hess/ABB − 1 troleibuz, cumpărat second-hand în 2008 din Biel/Bienne
- Steyr STS 11 HU − 1 troleibuz, cumpărat second-hand în 2002 din Salzburg

În anul 2016, au fost cumpărate 3 troleibuze articulate Van Hool AG300T din orașul german Esslingen.